# Taht-e Sulejman
Taht-e Sulejman (perzijski:  تخت سلیمان za "Salomonovo prijestolje") je arheološki lokalitet u iranskoj pokrajini Zapadni Azarbajdžan, na pola puta između gradova Urmije i Hamadana, kod današnjeg mjesta Takaba, oko 400 km zapadno od Teherana.
Izvorno je izgrađen kao citadela za vrijeme vladavine Sasanida, koja uključuje ostatke zoroastrijskog vatrenog hrama, a dijelom je obnovljena za muslimanskih vladara Ilhanida. Njegovo izvorno semitsko ime je bilo Adur Višnasp i bio je posvećen arteštarima, ratničkoj klasi Sasanida. Sasanidski vladari prije nego što su mogli sjesti na prijestolje bili su obvezani posjetiti tri ova hrama koja su nazivana i „Velikim vatrama” ili „Kraljevskim vatrama”.
Narodna predaja kaže kako je kralj Salomon običavao zatočiti čudovišta u 100 metara duboku rasjedu poznatu kao Zendani Sulejman ("Salomonov zatvor"), a jedan drugi krater u samoj citadeli ispunjen je svježom vodom, te se također kaže kako ga je načinio Salomon.
Arheološka iskapanja su otkrila ahemenidske tragove iz 5. stoljeća pr. Kr., ali i kasnije iz razdoblja partskog naselja na citadeli. Tu je pronađen i novac iz vremena sasanidskih vladara, ali i bizantskog cara Teodeozija II. (408. – 450.). 
Zbog svega navedenog 2003. godine upisan je na UNESCO-ov popis mjesta svjetske baštine u Aziji i Oceaniji.

## Poveznice
- Derbent (Rusija), također sasanidska utvrda
- Stari grad Baku (Azerbajdžan) ima "Toranj djeva" koji je još jedno mjesto "Kraljevske vatre"

## Vanjske poveznice
- Takhtesoleiman.ir Taht-e Sulejman  Arhivirana inačica izvorne stranice od 5. travnja 2005. (Wayback Machine) - službena stranica (per.) (engl.)
- Opera.com, fotografije
- Irannegah.com, video